# Louis Rebour
Louis Rebour, né le 2 juillet 1907 à Saint-Quay-Portrieux dans les Côtes-du-Nord, mort en mer le 21 février 1941 devant Swansea en Grande-Bretagne, est un officier français de la marine marchande.
Capitaine au long cours, il s'engage dans les Forces navales françaises libres pendant la Seconde Guerre mondiale. Il meurt sur le navire qu'il commande, dans l'explosion d'une mine à l'entrée du port de Swansea. Il est Compagnon de la Libération.

## Biographie

### Jeunesse, débuts maritimes, capitaine au long cours
Louis Gabriel Jean Rebour naît à Saint-Quay-Portrieux, alors dans les Côtes-du-Nord, le 2 juillet 1907,.
Il s'engage dans la Marine nationale en 1926, et suit les cours de formation. Il embarque ensuite sur le Pourquoi Pas ? du commandant Charcot. Il quitte la Marine au bout de trois ans, en juillet 1929, avec le grade de quartier-maître.
Rebour passe dans la marine marchande qu'il intègre en 1931, et prépare le brevet de capitaine au long cours, qu'il obtient en 1934. La même année 1934, en novembre, il épouse Renée Augusta Hervé à Saint Quay Portrieux. Il est ensuite lieutenant puis capitaine sur un bon nombre de navires successifs.

### Seconde Guerre mondiale, Forces navales françaises libres
Pendant la Seconde Guerre mondiale, Louis Rebour est en septembre 1940 sur un pétrolier à La Nouvelle-Orléans aux États-Unis, lorsqu'il choisit de quitter son poste pour passer en Angleterre et s'y engage dans les Forces françaises libres.
Il est chargé de commander le Fort Médine, un grand cargo des Chargeurs réunis, réquisitionné par la Royal Navy qui le transfère aux Forces navales françaises libres.
Revenant du Canada avec une cargaison de minerai de fer pour les aciéries de Port Talbot, son navire saute sur une mine devant l'entrée du port britannique de Swansea, le 19 février 1941,. Le navire est brisé en deux et coule rapidement. Le commandant Rebour est le seul blessé, mais ses blessures sont graves et il en meurt deux jours plus tard, le 21 février 1941, pendant son transfert à l'hôpital,.
Il est créé Compagnon de la Libération à titre posthume, deux semaines plus tard, par le décret du 7 mars 1941. Il est enterré à Saint-Quay-Portrieux.

## Hommages et distinctions

### Distinctions
Les principales distinctions de Louis Rebour sont :
- Compagnon de la Libération, par décret du 7 mars 1941 ;
- Croix de guerre 1939-1945 ;
- Médaille de la Résistance ;
- Chevalier du Mérite maritime ;
- Médaille commémorative des services volontaires dans la France libre.

### Autres hommages
- Son nom figure sur la grande stèle commémorative des compagnons de la Libération, au musée de l'Armée, à Paris.
- Une plaque en son hommage est inaugurée en 2022 à Saint-Quay-Portrieux[4].
- Une rue porte le nom « rue Commandant Louis Rebour » à Saint-Quay-Portrieux[5].